# Sačurov
Sačurov este o comună slovacă, aflată în districtul Vranov nad Topľou din regiunea Prešov. Localitatea se află la altitudinea de 124 m deasupra n.m., se întinde pe o suprafață de 21,19 km2 și în 2017 număra 2.415 locuitori.

## Istoric
Localitatea Sačurov este atestată documentar din 1399.

## Demografie
| An:                | 1994 | 2004   | 2014    | 2024    |
| ------------------ | ---- | ------ | ------- | ------- |
| Număr de persoane: | 1849 | 2008   | 2338    | 2610    |
| Diferență:         |      | +8,59% | +16,43% | +11,63% |

| An:                | 2023 | 2024   |
| ------------------ | ---- | ------ |
| Număr de persoane: | 2569 | 2610   |
| Diferență:         |      | +1,59% |